# VertrigoServ
VertrigoServ è una piattaforma WAMP di sviluppo web/database gratuita e distribuita sotto la GNU General Public License.

## Componenti
I componenti di base sono:
- Microsoft Windows: il sistema operativo (non incluso ma necessario)
- Apache: il web server
- MySQL e SQLite: i database management system (o database server)
- SQLiteManager: un gestore di database SQLite
- PHP: il linguaggio di scripting
- Zend Optimizer: un ottimizzatore delle prestazioni di PHP

Di fatto, il VertigoServ è la versione adattata per Windows della piattaforma AMP, così come il LAMP è quella adattata per GNU/Linux.